# 'A'isha al-Ba'uniyya
 (juin 2024).
'Ā'ishah bint Yūsuf al-Bāʿūniyyah (en arabe : عائشة بنت يوسف الباعونية, morte le seizième jour de Dhu al-Qi'dah, 922/1517) était une enseignante et une poétesse sufi. Elle est l'une des rares femmes mystiques islamiques médiévales à avoir consigné ses propres opinions par écrit, et « a probablement composé plus d'œuvres en arabe que n'importe quelle autre femme avant le XXe siècle ». « En elle, les talents littéraires et les tendances sūfi de sa famille ont atteint leur pleine réalisation. ».

## Biographie
Son père, Yūsuf (né à Jérusalem en 805/1402 - mort à Damas en 880/1475), était un qadi à Safed, Tripoli, Alep et Damas, et un membre de l'éminente famille Ba'uni, connue au cours du XVe pour ses érudits, ses poètes et ses juristes. Comme son frère, Ā'ishah a été éduquée principalement par son père, avec d'autres membres de la famille, étudiant le Coran, Hadith, jurisprudence et la poésie, et à sa propre demande, à l'âge de huit ans, 'Ā'ishah avait déjà appris le Coran par cœur.
Entre-temps, ses principaux maîtres soufis étaient Jamāl al-Dīn Ismā'īl al-Ḥawwārī (fl. fin IXe siècle / XVe siècle) et son successeur Muḥyī al-Dīn Yaḥyá al-Urmawī (fl. 9e-10e / 15e-16e siècles), qu'elle tenait en haute estime. Probablement en 1475, 'Ā'ishah entreprend le pèlerinage à La Mecque. Elle est mariée à Aḥmad ibn Muḥammad Ibn Naqīb al-Ashrāf (mort en 909/1503), de l'importante famille 'Alid de Damas, également connue pour son érudition ; selon les calculs de 'Ā'ishah, Aḥmad descend de la fille de Muḥammad, Faṭimah, et de son mari, 'Alī, par l'intermédiaire de leur fils al-Ḥusayn. 'Ā'ishah et Aḥmad ont eu deux enfants connus, un fils, 'Abd al-Wahhāb (né en 897/1489) et une fille, Barakah (née en 899/1491).

### Études au Caire et décès
En 919/1513, 'Ā'ishah et son fils quittent Damas pour s'installer au Caire et retournent à Damas en 923/1517. L'objectif de 'Ā'ishah était peut-être d'assurer la carrière de son fils. En chemin, sa caravane est attaquée par des bandits près de Bilbeis, qui volent ses biens, y compris les écrits de 'Ā'ishah. Il semble qu'au Caire, la mère et le fils aient été reçus par Maḥmūd ibn Muḥammad Ibn Ajā (né en 854/1450, mort en 925/1519), qui était secrétaire personnel et ministre des affaires étrangères du sultan mamelouk Al-Ashraf Qansuh al-Ghawri (mort en 922/1516). Ibn Ajā aide 'Abd al-Wahhāb à trouver du travail à la chancellerie et aide 'Ā'ishah à entrer dans les cercles intellectuels du Caire; 'Ā'ishah lui écrit ensuite « plusieurs brillants panégyriques ». Au Caire, 'Ā'ishah étudia le droit et fut autorisé à donner des conférences et à émettre des avis juridiques (fatwas) ; elle "acquit une large reconnaissance en tant que juriste".
Elle quitte Le Caire, en 922/1516, avec son fils et Ibn Ajā, ainsi qu'avec al-Badr al-Suyūfī (vers 850-925 / 1446-1519), al-Shams al-Safīrī (877-956 / 1472-1549), et plusieurs autres érudits notables. Elle est reçu en audience par le sultan Al-Ashraf Qansuh al-Ghawri à Alep peu avant sa défaite à la Bataille de Marj Dabiq : " un événement extraordinaire correspondant à sa vie exceptionnelle". 'Ā'ishah retourne ensuite à Damas, où elle meurt en 923/1517.
'Ā'ishah a hérité d'une indépendance de jugement et de perspective qui se manifeste dans sa fréquentation des hommes contemporains sur un pied d'égalité. Elle était une amie proche d'Abu 'l-Thanā' Maḥmūd b. Ādjā (qui fut le dernier ṣāḥib dawāwīn al-inshā de la période mamelouke) et correspondait, en vers, avec l'érudit égyptien 'Abd al-Raḥmān al-'Abbāsī (né en 867/1463, mort en 963/1557). "Il est tout à fait évident, d'après les biographies de 'Ā'ishah et ses commentaires dans ses propres écrits, qu'elle était hautement considérée comme une femme pieuse et une enseignante soufie.".

## Ouvrages

### Liste des œuvres
Selon Th. Emil Homerin (en), la chronologie de l'œuvre de 'Ā'ishah n'est pas encore connue, et d'ailleurs la plus grande partie est perdue, mais les œuvres originales connues de 'Ā'ishah sont:
- Dīwān al-Bā'ūniyyah (un recueil de poèmes).
- Durar al-ghā'iṣ fī baḥr al-Mu'jizāt wa 'l-kha-ṣā'iṣ' (Les perles du plongeur, dans la mer des "miracles et des vertus").
- al-Fatḥ al-ḥaqqī min fayḥ al-talaqqī (L'inspiration véritable, du parfum diffus de l'apprentissage mystique) (perdu)
- al-Fatḥ al-mubīn fī madḥ al-amīn (Inspiration claire, à la louange de l'Homme digne de confiance)
- al-Fatḥ al-qarīb fī mi'rāq al-ḥabīb (Inspiration immédiate, sur l'ascension du Bien-Aimé) (perdu)
- Fayḍ al-faḍl wa-jam 'al-shaml' (L'émanation de la grâce et le rassemblement de l'union).
- Fayḍ al-wafā fī asmā 'al-muṣṭafā (L'émanation de l'allégeance, sur les noms de l'élu) (perdu)
- al-Ishārāt al-khafiyyah fī 'l-Manāzi al-'aliyyah' (Les signes cachés, sur les "Saisons exaltées") (perdu)
- Madad al-wadūd fī mawlid al-maḥmūd' (L'aide du Dieu aimant, sur la naissance du louable prophète) (perdu)
- al-Malāmiḥ al-sharīfah min al-āthār al-laṭīfah (Les nobles caractéristiques, dans des rapports élégants) (perdu)
- al-Mawrid al-ahnā fī 'l-mawlid al-asnā .
- al-Munktakhab fī uṣūl al-rutab' (Sélections sur les fondements des saisons)
- al-Qawl al-ṣaḥīḥ fī takhmīs Burdat al-madīḥ (Paroles dignes de confiance, sur les quintains du "manteau d'Eulogie").
- Ṣilāt al-salām fī faḍl al-ṣalāh wa 'l-salām (Cadeaux de paix, par le mérite de la bénédiction et de la salutation) (perdu)
- Tashrīf al-fikr fī naẓm fawā'id al-dhikr' (Noble pensée, sur les bienfaits du recueillement en vers)
- al-Zubdah fī takhmīs al-Burdah (perdu).

En plus de ces textes, 'Ā'ishah a adapté une variété d'autres textes. Homerin a également publié certaines des seules traductions de l'œuvre de 'Ā'ishah en anglais :
- Th. Emil Homerin, "Living Love : The Mystical Writings of 'Ā'ishah al-Bāʿūniyyah (d. 922/1516)", Mamluk Studies Review, 7 (2003), 211-34.

### al-Fatḥ al-mubīn fī madḥ al-amīn
L'œuvre la plus connue d'Ā'ishah est son al-Fatḥ al-mubīn fī madḥ al-amīn (L'inspiration claire, à la louange du digne de confiance), une Badī'iyya de 130 vers (une forme conçue pour illustrer les badī ou procédés rhétoriques dans le répertoire poétique, chaque vers illustrant un procédé particulier) à la louange du Prophète. Faisant référence à près de cinquante poètes antérieurs, l'ouvrage souligne l'étendue du savoir de 'Ā'ishah. Ce texte a inspiré 'Abd al-Ghanī al-Nābulusī' dans son Nasamāt al-Azhār ; car les deux auteurs ont accompagné leurs badī'iyya respectives de commentaires.

### Fayḍ al-faḍl wa-jam' al-shaml
Fayḍ al-faḍl wa-jam' al-shaml (L'émanation de la grâce et le rassemblement de l'union) est un recueil de plus de 300 longs poèmes dans lesquels 'Ā'ishah décrit des états mystiques et fait l'éloge de Prophète Muhammad, du fondateur de son ordre 'Abd al-Qadir Khilani, et de ses propres shaykhs soufis. Elle utilisait dans ses poèmes une terminologie technique soufie et des motifs poétiques soufis typiques tels que le vin et l'amour. Ils semblent dater de toute la vie de 'Ā'ishah jusqu'à son déménagement au Caire, et montrent sa maîtrise de presque toutes les formes poétiques arabes de l'époque.

## Éditions
- al-Mawrid al-ahnā fī 'l-mawlid al-asnā et al-Fatḥ al-mubīn fī madḥ al-amīn, dans 'Ā'ishah al-Bā'ūniyyah al-Dimashqiyyah, édité par F. al-'Alawī (Damas : Dār Ma'add, 1994).
- ʿĀʾiša Bint-Yusuf al- Bāʿūnīya et Mahdī Asʿad ʿArār, Dīwān faiḍ al-faḍl wa-gamʿ aš-šaml, Dār al-Kutub al-ʿIlmīya, 2010 (ISBN 978-2-7451-6763-7)